# Alberto Vázquez (militar)
Alberto Vázquez, (n. Córdoba, 28 de septiembre de 1910 - f. Desconocido) fue un General de Brigada del arma de Infantería del Ejército Argentino, gobernador interventor de la provincia de San Luis desde el 2 de julio al 12 de noviembre de 1962.

## Biografía
Participó del golpe militar que se autodenominó Revolución Argentina, para derrocar al gobierno electo del presidente Arturo Frondizi, donde sus acciones de gobierno resultaba poco confiable para las Fuerzas Armadas, donde la política exterior de Frondizi y en especial sus pasados acuerdos con el peronismo proscripto, lo hicieron continuo blanco de los militares y conservadores-liberales.
La Unión Cívica Radical Intransigente (partido del gobierno), venía de obtener sendos triunfos en las elecciones de 1961, sobre todo en las provincias de Catamarca, San Luis y Santa Fe, lo que habilitó la confianza de Frondizi de autorizar la presentación de candidatos peronistas en las elecciones de 1962, lo que resultó intolerable para los militares y conservadores-liberales. Lo concreto fue el triunfo de los candidatos peronistas en las elecciones para gobernador en la Provincia de Buenos Aires. De nada sirvió la anulación de los comicios decretada por Frondizi, ni las intervenciones a las provincias en las que el peronismo había triunfado. Buscando nuevos acuerdos, Frondizi intentó un llamado a los partidos políticos de la oposición para conformar un gabinete de unión nacional, que resultaron sin éxito. El 17 de marzo de 1962, las tres armas piden el alejamiento de Frondizi. “No renuncio ni doy parte de enfermo ni me voy de viaje. Sigo siendo el presidente” fue su respuesta. El 29 de marzo, las fuerzas golpistas anuncian al país que “el Presidente de la República ha sido depuesto por las Fuerzas Armadas”.
De acuerdo con la ley de acefalía, y al no haber vicepresidente (había renunciado con anterioridad), el presidente provisional del Senado, José María Guido, jura ante la Corte Suprema y asume como presidente de la República. Un nuevo golpe de Estado se había consumado en la Argentina. La provincia de San Luis sería intervenida nuevamente deponiendo al gobernador Alberto Domeniconi, asumiendo el General Jorge Atila Naveiro, hasta que la nación y la provincia se normalizara (sin el peronismo), cumpliendo la orden impuesta por el gobierno de facto, se asigna el 2 de julio de 1962, un nuevo sucesor, quien sería el General de Brigada Alberto Vázquez.

## Gobierno
Las primeras acciones del General Velázquez fue tomar medidas economías, vendió empresas del Estado (como las empresas de energías y aguas de San Luis), con motivo de acotar costos. Se paralizaron las construcciones de nuevas escuelas y centros de salud pública, incentivando el sector privado. Las huelgas sociales crecían a ritmos acelerados, y frecuentes. La Junta Militar decide nombrar a un nuevo interventor civil: Luis Garzo.